# Old Firm Derby
Old Firm (pol. Stare Firmy, sc. Auld Firm), również Glasgow derby (pol. Derby Glasgow) – mecze pomiędzy drużynami piłkarskimi z Glasgow – Celtic F.C. i Rangers F.C.

## Statystyka
Dotychczas rozegrano 443 spotkania, z których Rangersi wygrali 169, Celtic triumfował 171 razy, a w 103 przypadkach był remis (stan na 15 grudnia 2024). Oba kluby zmonopolizowały rozgrywki szkockiej ekstraklasy, zdobywając łącznie do 2024 roku 76 puchary Szkocji i 109 tytułów mistrzowskich na 127 możliwych. Terminu Old Firm używano początkowo w ironicznym znaczeniu, podkreślając monotonię szkockiej ligi. Ligowe derby odbywają się 4 razy w roku i są najważniejszym wydarzeniem piłkarskim w kraju.
Stan na 15 grudnia 2024
| Rozgrywki               | Mecze | Zwycięstwa Rangers F.C. | remisy | Zwycięstwa Celtic F.C. |
| ----------------------- | ----- | ----------------------- | ------ | ---------------------- |
| Scottish Premier League | 336   | 127                     | 91     | 118                    |
| Puchar Szkocji          | 55    | 18                      | 10     | 27                     |
| Puchar Ligi Szkockiej   | 52    | 24                      | 2      | 26                     |
| Razem                   | 443   | 169                     | 103    | 171                    |

## Konteksty kulturowo-religijne
Zwolennicy Rangers tradycyjnie utożsamiani są z protestancką, rojalistyczną częścią szkockiego społeczeństwa, popierającą pozostanie kraju w ramach Wielkiej Brytanii. Na meczach Rangersów pojawiają się często flagi Union Jack. Fani Celticu są z kolei w dużej mierze potomkami irlandzkiej imigracji zarobkowej, przybyłej do Glasgow głównie w okresie rewolucji przemysłowej; stąd dość powszechnie łączy się ich z katolicką strefą wpływów. Należy jednak zaznaczyć, że wśród XIX-wiecznych przybyszów było także wielu ulsterskich protestantów. Oprócz samej Szkocji, spotkania Old Firm cieszą się zatem ze zrozumiałych względów ogromnym zainteresowaniem w Irlandii i Irlandii Północnej.
Zarówno Celtic jak i Rangers mają dzisiaj problemy z niektórymi kibicami. Oba kluby zadeklarowały się do walki z dyskryminacją religijną i odcięły się od niektórych, szczególnie fanatycznych grup swoich fanów. Wraz ze szkockim parlamentem, poprzez szkocki Kościół, różne organizacje i szkoły, drużyny Old Firm starają się zakończyć wzajemną nienawiść między katolikami i protestantami, zaczynając od karania za prowokacyjne przyśpiewki na stadionach, a kończąc na powstrzymywaniu krwawych bójek, które wciąż mają miejsce przy okazji meczów.